# Flavius Abundantius
Flavius Abundantius est un général et un homme politique romain de la fin du IVe siècle. Il est nommé consul pour l'année 393.

## Biographie
Abundantius est originaire de Scythie selon Zosime. Il commence sa carrière comme soldat sous le règne de l'empereur d'Occident Gratien.
Abundantius sert ensuite de l'empereur romain d'Orient Théodose Ier. Il monte en grade sous ses ordres et reçoit de nombreux honneurs. En 392, il est comes et magister utriusque militiae, un titre qu'il partage avec Stilicon, le gendre de Théodose,.
En 393, il est nommé consul aux côtés de Théodose. Sa nomination implique la non-reconnaissance par la cour d'Orient de celle de l'usurpateur Eugène comme consul pour l'Occident.
Il ne semble pas avoir pris part à la campagne de Théodose contre Eugène à l'été 394 qui se solde les 5 et 6 septembre par la bataille de la Rivière froide. Abundantius, qui était peut-être déjà retiré du service actif, reste sans doute aux côtés du fils de Théodose, l'empereur Arcadius, à Constantinople. Il participe aux réunions du consistoire et favorise à la cour l'ascension de l'eunuque Eutrope.
En 396, il est victime des intrigues de son ancien protégé, devenu entre-temps le principal ministre de l'empereur Arcadius après la mort du préfet du prétoire d'Orient Rufin le 27 novembre 395.
Selon Zosime, Arcadius aurait ordonné par écrit qu'Abudantius soit banni de la cour et passe le reste de ses jours à Sidon en Phénicie. Selon Jérôme de Stridon, c'est à Pityus sur les rives de la mer Noire (dans l'actuelle Géorgie) qu'Abdundantius se trouve en exil,.
L'historien britannique Edward Gibbon affirme au regard de ces deux versions qu'Abundantius aurait d'abord été reclus dans des conditions difficiles à Pityus, ville dangereuse située près de la frontière du Caucase. Il aurait vu ses conditions d'exil allégées après la chute d'Eutrope en 399, en obtenant de pouvoir se fixer à Sidon. Cette hypothèse implique qu'il serait mort après l'an 400.